# Macropis orientalis
Macropis orientalis är en biart som beskrevs av Michez och Patiny 2005. Macropis orientalis ingår i släktet lysingbin, och familjen sommarbin. Inga underarter finns listade i Catalogue of Life.